# Ulises Heureaux
Ulises Heureaux (ur. 21 października 1845, zm. 26 lipca 1899) – prezydent Dominikany, sprawował rządy dyktatorskie. Doprowadził do gospodarczego uzależnienia swojego kraju od Stanów Zjednoczonych.

## Historia
Urodził się 21 października 1845 roku w Puerto Plata w Dominikanie. Uczył się w misji metodystów. W latach sześćdziesiątych XIX wieku wziął udział w powstaniu, które doprowadziło do wyzwolenia Dominikany spod panowania hiszpańskiego i uzyskania niepodległości. Nowo proklamowana republika pogrążyła się jednak wkrótce w konfliktach wewnętrznych. W 1882 roku Heureaux objął urząd prezydenta. Konstytucja dominikańska zabraniała powtórnego ubiegania się o ten sam urząd. Jednak Heureaux doprowadził w 1884, a następnie w 1886 roku do wyboru swoich zwolenników, co dawało mu faktyczną kontrolę nad państwem. W 1887 roku dokonał zmiany konstytucji i sam objął ponownie urząd prezydenta. Z protestującymi przeciwko dokonanemu przewrotowi rozprawił się brutalnie, skazując wielu na śmierć.
Heureaux starał się umocnić swoje rządy, rozbudowując dominikańskie rolnictwo i handel, a zwłaszcza nastawioną na eksport produkcję cukru, która stała się podstawą gospodarki kraju. W celu zwiększenia swoich dochodów zapewnił San Domingo Improvement Company z Nowego Jorku monopolistyczną pozycję na rynku cukru. W zamian za pomoc finansową dla jego rządu, która pozwoliła mu na rozpoczęcie programu modernizacji kraju, kompania przejęła faktycznie całkowitą kontrolę nad rynkiem cukrowniczym. Na krótko przed śmiercią Heureaux, który zginął zamordowany w 1899 roku, San Domingo Improvement Company przejęła nawet dochody z ceł.
Dzięki finansowemu wsparciu Amerykanów, Heureaux udało się zainicjować proces przebudowy gospodarki Dominikany. Jednocześnie jednak prowadzona przez niego polityka spowodowała pełne uzależnienie Dominikany od Stanów Zjednoczonych. Po jego śmierci Amerykanie wysłali swoje wojska do Dominikany, celem obrony swoich interesów gospodarczych.